# Live at the Apollo
Live at the Apollo is een Britse televisieserie van BBC One. Hierin treedt iedere aflevering één stand-upkomiek live op voor de camera en een theaterpubliek, na een inleidend optreden van de presentator. Iedere aflevering duurt in totaal 45 minuten. Live at the Apollo heette de eerste twee seizoenen Jack Dee Live at the Apollo. Komiek Jack Dee was toen de vaste presentator. Na de eerste aflevering van het derde seizoen kwam de presentatie elke uitzending in de handen van iemand anders. Sommige presentators keerden wel meermaals terug, zoals Dara Ó Briain, Lee Mack, Lenny Henry, Sean Lock en Al Murray.
In de eerste vier seizoenen werd elke aflevering afgesloten door de presentator die sms-berichten voorlas vanaf het scherm van een mobiele telefoon. Het nummer van die telefoon werd telkens aan het begin van een show aan het publiek gegeven. Mensen konden zo hun eigen komische of sarcastische opmerking over de show sturen. Uit alle inzendingen werden de leukste geselecteerd en voorgelezen. Vanaf het derde seizoen kwam daarbij een zich herhalende grap voor door middel van een bericht met de vraag waar Jack Dee is en het commentaar dat die leuker is dan de huidige gastheer, ingestuurd door ene Mr J Dee uit Londen.

## Afleveringen

### Seizoen 1 (2004)
| # | Presentator/gastheer | Komiek         | Uitzenddatum      |
| - | -------------------- | -------------- | ----------------- |
| 1 | Jack Dee             | Joan Rivers    | 6 september 2004  |
| 2 | Jack Dee             | Ardal O'Hanlon | 13 september 2004 |
| 3 | Jack Dee             | Jo Brand       | 20 september 2004 |
| 4 | Jack Dee             | Ross Noble     | 27 september 2004 |
| 5 | Jack Dee             | Omid Djalili   | 4 oktober 2004    |
| 6 | Jack Dee             | Jack Dee zelf  | 11 oktober 2004   |

### Seizoen 2 (2005)
| # | Presentator/gastheer | Komiek                                | Uitzenddatum      |
| - | -------------------- | ------------------------------------- | ----------------- |
| 1 | Jack Dee             | Lee Mack                              | 12 september 2005 |
| 2 | Jack Dee             | Dara Ó Briain                         | 19 september 2005 |
| 3 | Jack Dee             | Jack Dee zelf                         | 26 september 2005 |
| 4 | Jack Dee             | Rob Brydon (als typetje Keith Barrett | 3 oktober 2005    |
| 5 | Jack Dee             | Marcus Brigstocke & Rich Hall         | 10 oktober 2005   |
| 6 | Jack Dee             | Julian Clary                          | 17 oktober 2005   |

### Seizoen 3 (2007)
| # | Presentator/gastheer | Komiek                          | Uitzenddatum     |
| - | -------------------- | ------------------------------- | ---------------- |
| 1 | Jack Dee             | Jason Manford & Russell Howard  | 12 november 2007 |
| 2 | Jimmy Carr           | Alan Carr                       | 19 november 2007 |
| 3 | Jo Brand             | Michael McIntyre                | 26 november 2007 |
| 4 | Lee Mack             | Sean Lock                       | 3 december 2007  |
| 5 | Joan Rivers          | Patrick Kielty                  | 10 december 2007 |
| 6 | Dara Ó Briain        | Stephen K. Amos & Frankie Boyle | 17 december 2007 |

### Seizoen 4 (2008–2009)
| # | Presentator/gastheer | Komiek                          | Uitzenddatum     |
| - | -------------------- | ------------------------------- | ---------------- |
| 1 | Michael McIntyre     | Rich Hall & Rhod Gilbert        | 28 november 2008 |
| 2 | Al Murray            | Shappi Khorsandi & Russell Kane | 5 december 2008  |
| 3 | Sean Lock            | Jason Manford                   | 12 december 2008 |
| 4 | Dara Ó Briain        | Frankie Boyle                   | 19 december 2008 |
| 5 | Lenny Henry          | Andy Parsons & Ed Byrne         | 9 januari 2009   |
| 6 | Russell Howard       | Jo Brand                        | 16 januari 2009  |

### Seizoen 5 (2009–2010)
(van elk optreden in seizoen 5 werd voor 8 mei 2010 een versie van dertig minuten uitgezonden, daarna een volledige versie
| # | Presentator/gastheer | Komiek                             | Uitzenddatum     |
| - | -------------------- | ---------------------------------- | ---------------- |
| 1 | Jason Manford        | Michael McIntyre                   | 4 december 2009  |
| 2 | Rob Brydon           | Sarah Millican & Jason Byrne       | 11 december 2009 |
| 3 | Al Murray            | Chris Addison & Tim Vine           | 18 december 2009 |
| 4 | Rhod Gilbert         | John Bishop                        | 19 december 2009 |
| 5 | Ed Byrne             | Adam Hills & Gina Yashere          | 24 december 2009 |
| 6 | Alistair McGowan     | Kevin Bridges & Reginald D. Hunter | 1 januari 2010   |

### Seizoen 6 (2010–2011)
(van elk optreden in seizoen 5 werd een versie van dertig minuten uitgezonden, alleen aflevering vijf duurde 45 minuten)
| # | Presentator/gastheer | Komiek                            | Uitzenddatum     |
| - | -------------------- | --------------------------------- | ---------------- |
| 1 | Sean Lock            | John Bishop                       | 25 november 2010 |
| 2 | Lee Mack             | Rich Hall & Danny Bhoy            | 2 december 2010  |
| 3 | Dara Ó Briain        | Stewart Francis & Greg Davies     | 9 december 2010  |
| 4 | Kevin Bridges        | Shappi Khorsandi & Jack Whitehall | 17 december 2010 |
| 5 | Stephen K Amos       | Jon Richardson & Micky Flanagan   | 28 december 2010 |
| 6 | Lenny Henry          | Mike Wilmot & Tommy Tiernan       | 1 januari 2011   |

### Seizoen 7 (2011–2012)
| # | Presentator/gastheer | Komiek                              | Uitzenddatum     |
| - | -------------------- | ----------------------------------- | ---------------- |
| 1 | Micky Flanagan       | Seann Walsh en Jason Byrne          | 4 november 2011  |
| 2 | Sean Lock            | Ed Byrne en Simon Brodkin           | 11 november 2011 |
| 3 | Alan Carr            | Andi Osho en Patrick Kielty         | 25 november 2011 |
| 4 | Andy Parsons         | Andrew Lawrence en Milton Jones     | 2 december 2011  |
| 5 | Rich Hall            | Mark Watson en Andrew Maxwell       | 9 december 2011  |
| 6 | Sarah Millican       | Steve Hughes en Russell Kane        | 16 december 2011 |
| 7 | Jason Manford        | Jimeoin en Tom Stade                | 14 januari 2012  |
| 8 | Jack Whitehall       | Josh Widdicombe en Shappi Khorsandi | 21 januari 2012  |